# Ester Abreu Vieira de Oliveira
Ester Abreu Vieira de Oliveira (Muqui, 31 de janeiro de 1933) é uma professora capixaba, poetisa, ensaísta e autora de obras bibliográficas, didáticas, além de análises literárias e artísticas. É reconhecida no Espírito Santo — estado brasileiro onde reside — e recebeu inúmeros prêmios acadêmicos importantes, especialmente relacionados à língua hispânica, na qual é considerada uma especialista. Atualmente aposentada, continua atuando como voluntária na Universidade Federal do Espírito Santo (UFES), desenvolvendo pesquisas na área de Estudos Literários junto aos programas de mestrado e doutorado em Letras, atividade que intercala com viagens e a escrita de novas obras.

## História Pessoal
Nascida no município capixaba de Muqui, Ester é descendente de portugueses oriundos de Vassouras, no estado do Rio de Janeiro. Esses portugueses, ligados aos barões do café, costumavam atravessar Muqui transportando café em tropas de burros. Filha de Ataulfo Vieira de Almeida e Maria da Penha Abreu Vieira, Ester sonhava, desde a infância, em estudar. Teve uma infância feliz na fazenda cafeeira do pai, onde convivia com cavalos e outros animais.
Sua primeira experiência como professora foi nas Termópilas, lecionando para uma família portuguesa, os Guedes, próximos à divisa com o Rio de Janeiro. Permaneceu ali até receber uma carta do professor José Leão — com quem se correspondia — informando sobre a criação da Faculdade de Filosofia, Ciências e Letras do Espírito Santo, e sobre a abertura de um exame seletivo para novas vagas que ocorreria em breve.
Ao tentar ir para Vitória, enfrentou um contratempo: o trem que aguardava nunca chegou, devido a um descarrilamento. Assim, Ester e uma amiga conseguiram uma carona na caçamba de uma caminhonete. Ao chegarem ao município de Jardim América, decidiram, por sugestão da amiga, alugar uma casa e permanecer ali estudando para a prova. Foi nesse período que conheceu seu futuro marido, Gênesis de Oliveira.

Entre os anos de 1955 e 1960, estabeleceu-se na região de Domingos Martins e enfrentou diversas dificuldades até conseguir uma vaga como professora, como ela mesma relata:
“Primeiro, não tinha lugar em Vitória, e eu queria estudar. O mais perto que encontrei foi na Usina do Jucu. Lá, combinei com o condutor: ele reduzia a velocidade e eu pulava no trem. Eu chegava em Jardim América, descia, e à noite ficava na biblioteca pública. Ficava ali até as sete horas, porque não conhecia ninguém. Aí ia para a aula. Consegui um lugar para dormir em Argolas, onde dormia (no chão) até as quatro horas da manhã, descia e ia pegar o trem expresso. Eles paravam devagarinho, e eu pulava. Nem sempre podia ir à aula, porque nem sempre passava o trem de passageiros. Então, havia dois dias na semana em que eu não assistia às aulas. Quando chegou fevereiro, tive que fazer mais aulas porque fiquei de recuperação. Foi quando o Chiquinho conseguiu aposentar uma professora. Eu fiquei, então, em Jardim América.”
Sua vida melhorou quando freiras, ao perceberem sua dedicação, permitiram que ela estudasse em horário alternativo, o que a ajudou a concluir os estudos. Depois de formada, casou-se com Gênesis, com quem teve quatro filhos: Eduardo Vieira de Oliveira, Adeline Vieira de Oliveira, Márcio José Vieira de Oliveira e Antônio Carlos Vieira de Oliveira.

## Educação e Trajetória Acadêmica
Ester Abreu Vieira de Oliveira possui uma sólida formação acadêmica voltada para as Letras, com ênfase em estudos hispânicos. Graduou-se em Letras Neolatinas pela Universidade Federal do Espírito Santo (UFES), em Vitória, em 1960. Em seguida, especializou-se em Filologia Espanhola em Madri, em 1968. Concluiu o mestrado em Língua Portuguesa pela Pontifícia Universidade Católica do Paraná, em Curitiba, em 1983, e obteve o doutorado em Letras Neolatinas pela Universidade Federal do Rio de Janeiro (UFRJ), em 1994. Posteriormente, realizou pós-doutorado em Filologia Espanhola, com ênfase em Teatro Contemporâneo, na UNED – Madri, em 2003.
Foi professora da Universidade Federal do Espírito Santo (UFES), onde atuou com destaque no Programa de Pós-Graduação em Estudos Literários (mestrado e doutorado). Aposentada, continua colaborando como professora voluntária e Professora Emérita da UFES, e foi homenageada com a nomeação do prédio do Centro de Línguas da universidade com seu nome.
Além disso, foi professora e diretora de Pesquisa e Pós-Graduação (DIPEPG) do Centro de Ensino Superior de Vitória, onde também contribuiu para a formação de novos pesquisadores.
Sua área de atuação acadêmica concentra-se em Línguas Estrangeiras Modernas, com foco especial em literaturas hispânicas e literatura brasileira, abordando temas como poesia, teatro e narrativa.

## Associações e Reconhecimento Institucional
Ester é membro-fundadora da Associação de Professores de Espanhol do Espírito Santo (APEES), além de integrar instituições culturais e acadêmicas como:
- Academia Espírito-Santense de Letras
- Academia Feminina Espírito-Santense de Letras
- Instituto Histórico e Geográfico do Espírito Santo
- ALFAL (Asociación de Lingüística y Filología de América Latina)
- ASELE (Asociación para la Enseñanza del Español como Lengua Extranjera)
- ABRALIC (Associação Brasileira de Literatura Comparada)
- ASTCM, entre outras.

Foi também membro titular da Câmara de Literatura do Conselho Estadual de Cultura do Espírito Santo, consolidando sua importância no cenário cultural e literário capixaba.

## Carreira Literária
Ester possui uma intensa e respeitada produção intelectual, com uma obra diversificada que abrange poesia, ensaios literários, livros didáticos, estudos bibliográficos e obras infantis ocasionais.
Seu primeiro livro de grande destaque foi O mito de Don Juan e sua relação com Eros e Tanathos, baseado em sua tese de doutorado. A obra alcançou reconhecimento internacional, sendo publicada em diversas línguas e atualmente em sua terceira edição.
Outros títulos relevantes de sua trajetória literária incluem:
- Ensaios sobre dramaturgia – do clássico ao contemporâneo
- Ultrapassando fronteiras em metapoemas
- O teatro se subjuga ao poder? Ideias esquartejadas sempre renascem
- Recordações de Muqui – cidade menina em prosa e verso

Sua escrita é marcada por reflexões profundas sobre a cultura, a linguagem e o papel da literatura como instrumento de resistência, memória e identidade.

## O Mito de Don Juan
No livro O mito de Don Juan e sua relação com Eros e Tanathos, Ester Abreu Vieira de Oliveira realiza um estudo profundo e simbólico sobre uma das figuras mais emblemáticas da literatura hispânica. O personagem Don Juan, presente em diversas obras medievais latinas, é interpretado como uma parábola viva — um arquétipo do prazer efêmero, da transgressão e, inevitavelmente, da punição.
Conhecido como El Burlador de Sevilla, Don Juan é descrito como um personagem de contornos barrocos, imerso em uma busca desenfreada por prazeres mundanos. Sua morte inevitável é representada como a ação da justiça divina, um ajuste de contas celeste que se impõe ao libertino.

Ester escreve:
“A literatura em língua espanhola tem sido motivo de nosso trabalho, estudo e prazer. E Don Juan, entre as muitas figuras literárias dessa literatura, tais como: El Cid, Arcipreste de Hita, Celestina, Don Quijote, El Patriarca e Los Buendías, nos faz pensar e sentir a sua eterna existência.
Com o cognome de Tenorio, o mito de Don Juan ressurge na literatura espanhola. Personagem dramática e literária, dá nova vida a uma figura já mítica que não conhece o amor — senão a ânsia de buscá-lo. Nesse sentido, ele não se alinha aos pares românticos famosos, como Tristão e Isolda ou Romeu e Julieta.

Representante de um mito moderno, imediato, Don Juan é quase sempre retratado como alguém que não tem tempo para amar, nem sente a dor de uma paixão impossível como a de Apolo diante do desprezo da deusa Dafne. É sempre alguém que gasta as suas horas de ócio, a maioria, em seduzir, em despertar o desejo de uma mulher a quem abandonará, realizado o seu intento.”
O estudo de Ester resgata o mito de Don Juan não apenas como figura literária, mas como expressão simbólica do desejo fugaz e da ausência de compromisso afetivo — um reflexo das inquietações humanas através dos tempos.

## Principais Obras

### Década de 2020
- São José de Anchieta – Apóstolo do Brasil: poeta e dramaturgo. São Paulo: Calêncula, 2024. 128 p.

- A mulher escritora no Espírito Santo e a Academia Feminina Espírito-Santense de Letras: relato histórico. São Paulo: Opção Editora, 2023. 121 p.
- La magia de lo verosímil: ensayos de literatura y lingüística. São Paulo: Opção Editora, 2023. 296 p.
- A magia do verossímil: ensaios de literatura e linguística. São Paulo: Opção Editora, 2023. 300 p.

- Surpresas em um domingo. Vila Velha – ES: Editora Jordem, 2022. 16 p.
- Um dia na casa da vovó. Espírito Santo – Brasil: Formar, 2022. 24 p.

- O Coelhinho e a Onça – Dai Kiairhas un dai Buntetijger. Cotia – SP: Editora Cajuína, 2021. 16 p.
- Reminiscências (com Maria da Penha Abreu Vieira). Vitória – ES: Formar, 2021. 76 p.
- Mutações. Vitória – ES: Cousa, 2021. 76 p.

- Epifanias como se fossem crônicas. Serra – ES: Formar, 2020. 207 p.
- A mulher escritora no Espírito Santo e a Academia Feminina Espírito-Santense de Letras. 1ª ed. Serra – ES: Formar, 2020. 126 p.

(com CASER, M. M.) Os esperando: piratas judeus portugueses... e eu. Cotia – SP: Editora Cajuína, 2020. 290 p.

### Década de 2010
- O Coelhinho e a Onça / El Conejito y el Jaguar. Literatura infantil. Cotia – SP: Editora Cajuína, 2019.

- O lagarto amedrontado do jardim / El lagarto amedrentado del jardín. Literatura infantil. São Paulo: Opção Editora, 2018.

- A poética de Santiago Montobbio: análise e tradução. São Paulo: Opção Editora, 2017.
- Relações entre Don Juan, Eros e Thanatos. 3ª ed. São Paulo: Semadar, 2017.
- Metapoemas – A poesia em torno de sua própria tessitura. São Paulo: Opção Editora, 2017.
- Los judíos en Espírito Santo, Brasil, entre la historia y la ficción. Vitória — ES, In: Hispanista, n. 67, 2016.

- Ensaios sobre a dramaturgia: do clássico ao contemporâneo. São Paulo: Opção Editora, 2016.
- Inesperada canciones. São Paulo: Opção Editora, 2016.
- Teatro clássico espanhol: quatro grandes dramaturgos – Torres Naharro, Lope de Rueda, Lope de Vega, Tirso de Molina. Brasília: Ministério de Educación, Cultura y Deporte, 2016.

- Aspectos de possessivo em português e em espanhol. São Paulo: Opção Editora, 2014.
- Poesias fotográficas – Flashes de uma vida. Vitória – ES: GM Editora, 2014.
- Presença de Judith Leão Castello Ribeiro. Bibliografia. Vitória – ES: GM Editora, 2014.

- Estudio comparativo de la sintaxis verbal portuguesa y española con especial atención al uso brasileño. São Paulo: Opção Editora, 2013.
- O mito de Don Juan: sua relação com Eros e Thanatos. 2ª ed. São Paulo: Opção Editora, 2013.
- Antologia Caminhos Literários no Espírito Santo: Veredas Literárias – Patronas e Acadêmicas. Vitória – ES: GM Editora, 2013.
- Vitória: poesia e história. Vitória – ES: GM Editora, 2013.
- La casa de Lúculo o el arte de comer / A casa de Lúculo ou a arte de comer (edição bilíngue, com Cândido, Caser e Nascimento). Brasília: Consejería de Educación de la Embajada de España, 2013.

- O teatro se subjuga ao poder? Ideias esquartejadas sempre renascem. Vitória – ES: Academia Feminina Espírito-Santense de Letras, 2011.

- Para uma lectura del teatro actual – Estudio de Panic de Afonso Vallejo. Vitória – ES: Academia Feminina Espírito-Santense de Letras, 2010.
- Recordações de Muqui – Cidade Menina – em prosa e verso. São Paulo: Opção Editora, 2010.

### Década de 2000
- Salmos de inquietação e eclosão do ser. Vitória – ES: Editora CESV, 2006.

- Para no olvidar: una reunión de vida en homenaje. Vitória – ES: Editora CESV, 2005.

- Estudio de verbos españoles: con ejercicios. Rio de Janeiro: Ao Livro Técnico, 2004.
- História em verso. Vitória – ES: Editora CESV, 2004.
- Ultrapassando fronteiras em metapoemas. Vitória – ES: PPGL/MEL-CCHN, 2004.

### Década de 1980
- Momentos. Vitória – ES: FCCA/UFES, 1988.
- Ibéria dividida. Vitória – ES: FCCA/UFES, 1988.

- Português para estrangeiros: 31 lições, 1981.

## Ligações Externas
- Escavador
- Hispanista
- "O Sobrenatural nas Artes e Na Vida"
- Recebimento do título de professora emérita da Universidade Federal do Espírito Santo
- Artigo para Agulha Revista de Cultura
- Ester condivide la poesia: “Anamnesi” (Italiano)
- Testo tratto da A Gazeta, scritto da Francisco Aurelio Ribeiro di Ester Abreu (Italiano)
- O Poeta e a Imaginação